# Inchenhofen

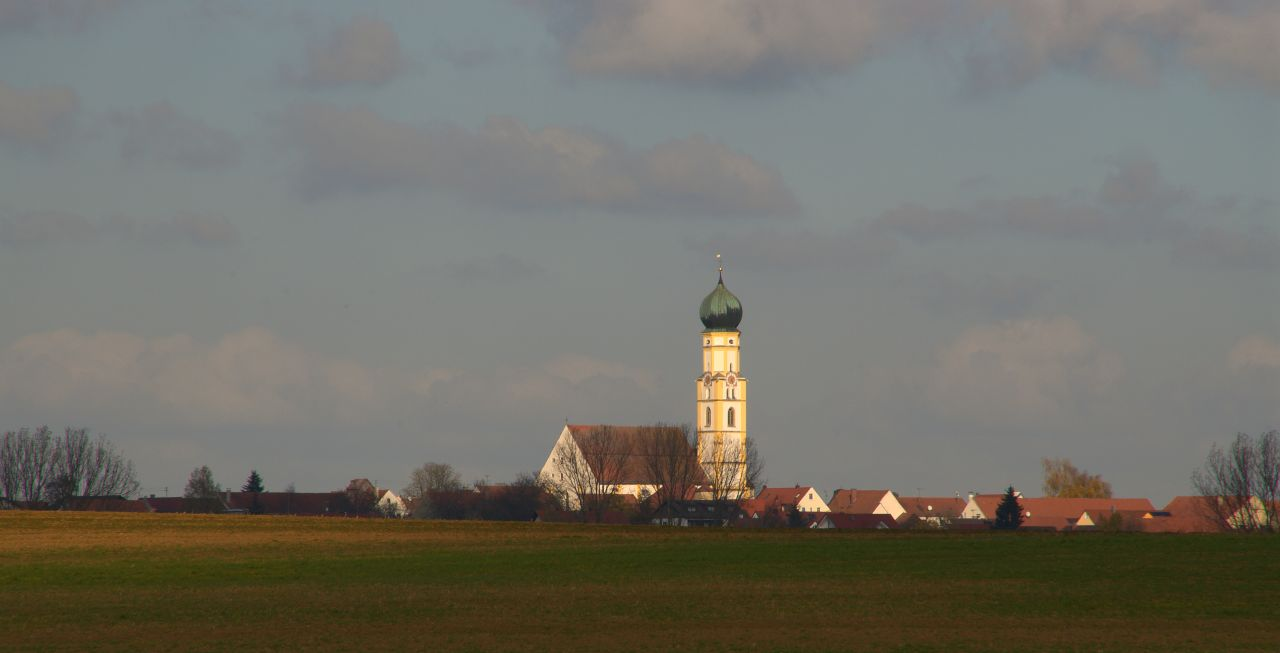
Inchenhofen

Inchenhofen (baw. Leahad) – gmina targowa w Niemczech, w kraju związkowym Bawaria, w rejencji Szwabia, w regionie Augsburg, w powiecie Aichach-Friedberg. Leży około 5 km na północ od Aichach.

## Dzielnice
Ainertshofen, Arnhofen, Ingstetten, Oberbachern, Unterbachern, Sainbach, Taxberg, Ried, Reifersdorf, Schönau, Inchenhofen, Oberbachern i Sainbach.

## Polityka
Wójtem gminy jest Karl Metzger, rada gminy składa się z 14 osób.
|      | CSU/FW | Bürgerwille '84 | Razem |
| 2008 | 7      | 7               | 14    |
| 2002 | 7      | 7               | 14    |